# TuS Iserlohn
Die Turn- und Sportgemeinschaft Iserlohn 1846 e. V., kurz TuS Iserlohn, ist ein Sportverein aus Iserlohn, in dem verschiedene Sportarten betrieben werden. Mit etwa 3.300 Mitgliedern ist sie der größte Sportverein der Gegend. Sowohl Freizeit- als auch Leistungssportler sind aktiv.
Im Sommer 2012 fand ein großer Umbruch im Verein statt, als die Fußballabteilung mit den Sportfreunden Oestrich-Iserlohn zum FC Iserlohn 46/49 fusionierte. Ursprünglich sollten auch die Fußballer von Borussia Dröschede in den Fusionsverein einfließen, was von den Dröscheder Mitgliedern jedoch abgelehnt wurde.
Die erste Fußball-Mannschaft startete 1947 in der Bezirksklasse und kam 1973 in die Verbandsliga, wo man 1981 Vizemeister wurde. Mit der Teilnahme am DFB-Pokal 1978/79 und 1981/82, als man aber jeweils in der ersten Runde ausschied, war dies die erfolgreichste Zeit. 1993–1997 spielte man wieder in der Landesliga, dann nochmal Verbandsliga, wo man 2000 den Oberliga-Aufstieg knapp verpasste. Nach dem Abstieg in die Landesliga 2004 folgte die spektakuläre Saison 2004/2005, in der man keinen einzigen Punkt holte und demzufolge in die Bezirksliga abstieg.

## Bekannte Sportarten
Bekannte Sportarten mit großer Außenwirkung bei der TuS sind folgende:
- Basketball

Die Iserlohn Kangaroos nehmen am Spielbetrieb der 2. Bundesliga ProB teil. Neben dieser ersten Mannschaft gibt es noch vier Herren- und zwei Damenmannschaften sowie acht Jugendmannschaften.
- Fußball

Nach der Fusion mit den Sportfreunden Oestrich-Iserlohn findet kein Leistungssport, sondern nur noch Breitensport statt.
- Hockey

Die erste Herrenmannschaft spielt während der Sommersaison in Oberliga. Die Winterspielzeit bestreitet die Mannschaft von Trainer Ingo Scheen in der 1. Verbandsliga. Zudem gibt es eine Damenmannschaft (1. VL/2.VL) und acht Jugendmannschaften. Gespielt wird auf der Kunstrasenanlage am Hemberg.
- Volleyball

Die erste Volleyball-Damenmannschaft (die Iserlohn Panthers) mit der ehemaligen Nationalspielerin Judith Siebert  spielte 2007/2008 und 2008/2009 in der 2. Bundesliga Nord. Während dieser Zeit wurde das Team von Tonya Williams trainiert, einer ehemaligen Bundesligaspielerin und deutschen Beachmeisterin 2003. Obwohl der Klassenerhalt sportlich geschafft wurde, zog sich die Mannschaft aus finanziellen Gründen in die Regionalliga West zurück. Trainiert wird sie in der Saison 2009/2010 von Judith Siebert. Vier weitere Damenmannschaften treten für die TuS in verschiedenen Ligen an.
Die erste Volleyball-Herrenmannschaft ist in der Spielzeit 2023/2024 in der Regionalliga West vertreten. Zusätzlich gibt es die zweite Herren- sowie mehrere Jugend- und zwei Hobby-Mannschaften.
Seit 2006 existiert am Iserlohner Hemberg eine Beachvolleyball-Anlage.

## Sonstige Sportarten

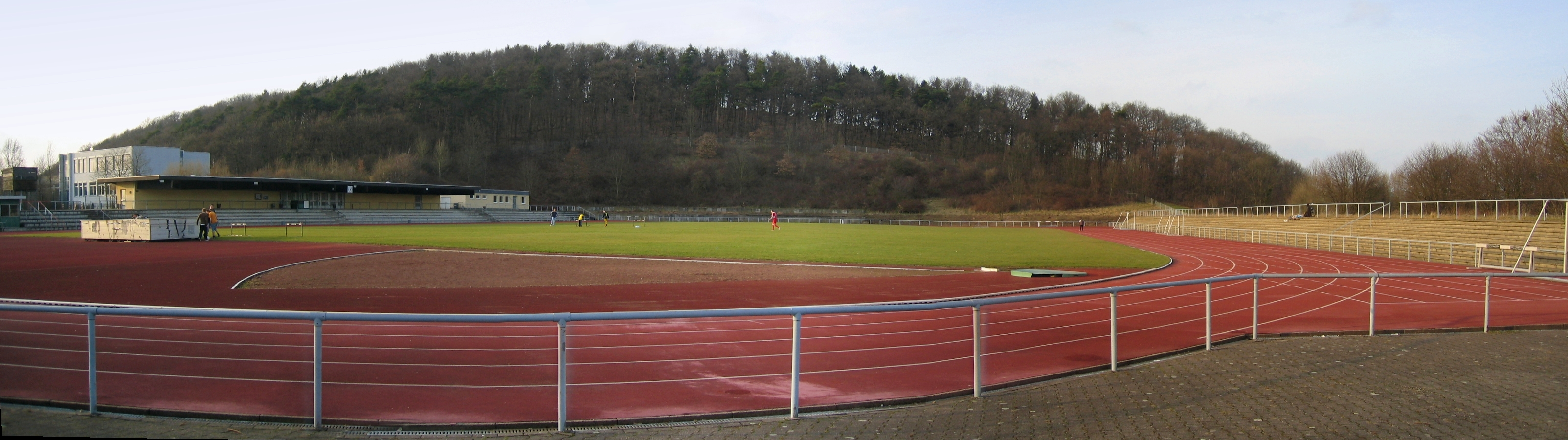
Hembergstadion

Neben den bekannten Sportarten werden im Verein auch viele weitere Sportarten betrieben:
- American Football: Mit einer Herrenmannschaft im Spielbetrieb des AFCV NRW (ab 19 Jahren), drei Jugendmannschaften (ab 10 Jahren) wird hier der amerikanische Volkssport in der Waldstadt angeboten.

- Badminton: eine Hobbymannschaft

- Boxen: vier regelmäßig aktive Sportler

- Capoeira
- Cheerleading

- IBuS: dies ist das „Institut für Bildung und Sport“. Es werden Gymnastik und Nordic Walking angeboten.

- Judo: Die Judoabteilung ist mit rund 150 Mitgliedern die größte Judoschule Iserlohns. Die Mitglieder sind zwischen 4 und 70 Jahren und rekrutieren sich in unterschiedlichen Altersgruppen von u11-u20 über aktive Senioren bis zu passiven “Alt”-Senioren. Seit 2007 ist, auch wieder eine Männermannschaft vorhanden, die sich an der Spitze von Bezirks- sowie Landesliga etablieren konnte.

- Karate: Seit 1967 kann man Karate erlernen und seine Fertigkeiten vertiefen.

- Lauftreff: In neun Gruppen mit unterschiedlichen Schwierigkeitsstufen (etwa Pausen, Streckenlänge) kann gelaufen werden.

- Leichtathletik: Training für verschiedene Disziplinen ist möglich.

- Sportkegeln: zwei Amateurmannschaften

- Taekwondo: Für Helena Fromm ist die TuS Iserlohn zweitwichtigster Trainingsstandort.

- Tennis: Beim TC Iserlohn treten Einzelspieler und Mannschaften an.

- Turnen: Diese Abteilung bietet verschiedene Kurse im Bereich Turnen an, etwa Gymnastik, Rückenschule oder Aerobic. Daneben sind auch mehrere Leistungsturner aktiv.